# تینا (گیاه)
تینا  (نام علمی: Tina) نام یک سرده از تیره ناترکیان است.